# Борребю (замок)
Борребю (дат. Borreby Slot) — старинный замок, расположенный к югу от городка Скельскёр в коммуне Слагельсе, в юго-западной части острова Зеландия, Дания. По своему типу Борребю относится к замкам на воде. Резиденцию окружает небольшой парк.

## История

### Ранний период
Впервые замок упоминается в документах 1345 года. Тогда поместье Борребю перешло во владение семьи Урне, влиятельного дворянского рода в Датском королевстве той эпохи. В 1410 году поместье и господский дом были приобретены епископом Педером Йенсеном Лодехатом. С той поры земли и все постройки в Борребю принадлежали епископам Роскилле. В эпоху Реформации началась секуляризация церковных владений и в 1536 году имение оказалось конфисковано королевскими чиновниками в пользу короны.

### XVI–XVII века

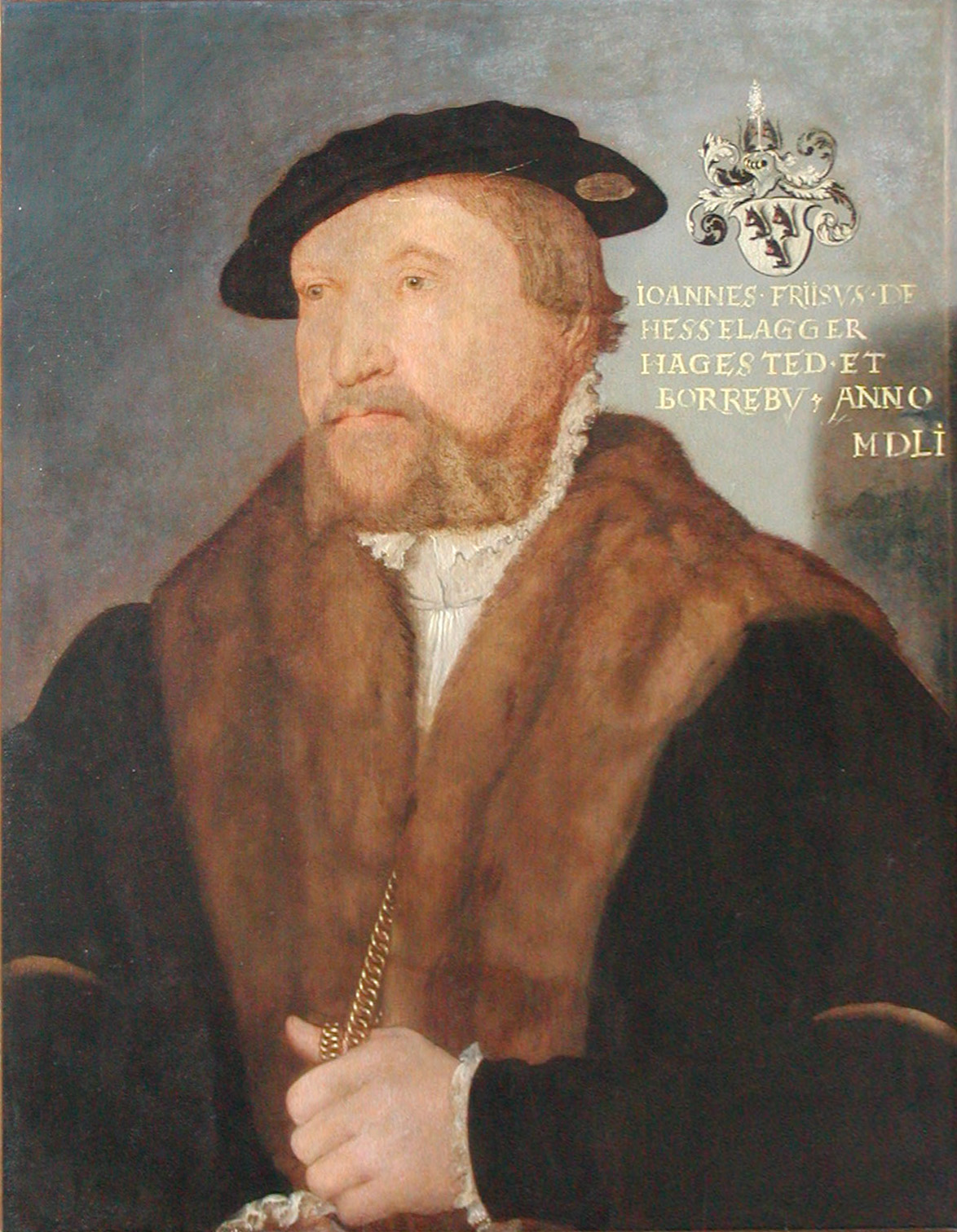
Канцлер Йохан Фриис

В 1553 году (а возможно, несколько ранее), король Фредерик II уступил имение канцлеру Йохану Фриису, одному из самых влиятельных людей Дании в те времена. Причём канцлер уже был собственником замка Хесселагергард на острове Фюн. В 1556 году новый владелец построил замок, сохранившийся до нашего времени. Для возведения комплекса был создан искусственный остров на расстоянии примерно 300 метров к северу от прежней резиденции.
После смерти Йохана Фрииса в 1570 году Борребю перешёл его племяннику, Кристиану Фриису. Позже он пошел по стопам своего дяди и также занимал пост канцлера в период с 1594 по 1616 год. Кристиан Фриис расширил комплекс, создал  дополнительные каналы и приказал построить ещё несколько новых зданий. Благодаря этому комплекс обрёл свой нынешний вид. Помимо прочего были построены торхаус и ряд крупных хозяйственных сооружений к западу от замка.
Поместье оставалось во владении семьи Фриис до тех пор, пока братья Олуф и Вальдемар Даа не довели имение до разорения. Это произошло во период с 1652 по 1681 год. Имение оказалось обременено долгами, часть сельскохозяйственных земель заброшена, а сам замок серьёзно обветшал.

### XVIII–XIX века

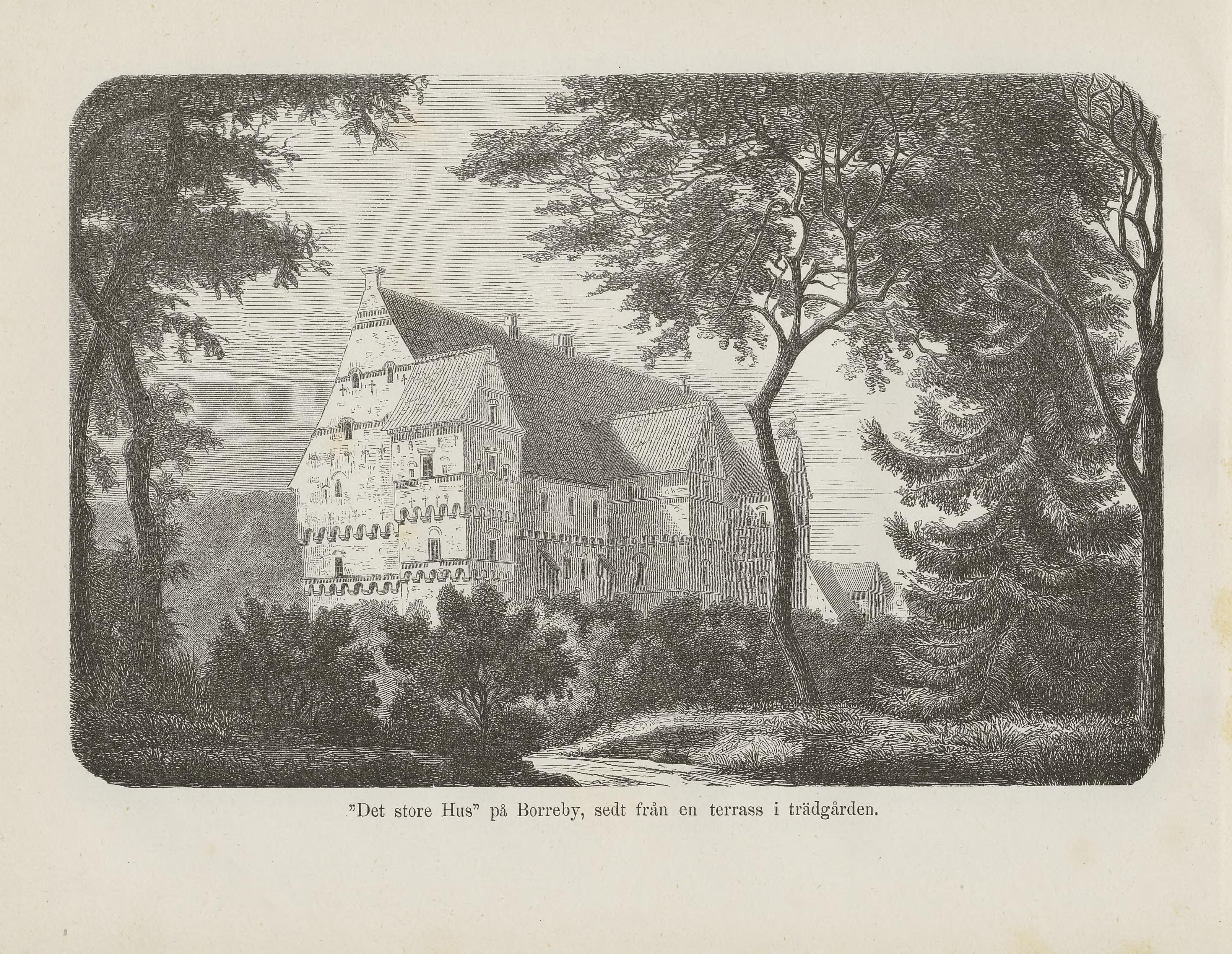
Замок Борребю на рисунке 1875 года

В 1783 году запущенное имение и замок Борребю приобрёл генерал-майор Иоахим Кастеншильд. Он привёл возродил хозяйственную жизнь поместья и отремонтировал резиденцию. Его потомки и поныне владеют замком и окружающими землями.
В конце XVIII века Борребю вместе с близлежащими замками Хольштайнборг и Баснес образовал небольшую группу ухоженных живописных поместий. В XIX веке частым гостем этих резиденций был Ханс Кристиан Андерсен. В 1859 году знаменитый писатель-сказочник опубликовал рассказ «Ветер рассказывает о Вальдемаре Дааэ и его дочерях», трагическую историю о том, как последний потомок Йохана Фрисса, владевший Борребю, потерял поместье из-за своих весьма неудачных и просто глупых экспериментов в области алхимии.

### XX век
В XX веке имение Борребю превратилось в современное и преуспевающее сельскохозяйственное предприятие. Помимо прочего здесь производится огромный объём биомассы для нужд электростанций острова Зеландия.

## Современное использование
В замке до сих пор проживают представители семьи Кастеншильд.
Туристы имеют возможность бесплатно посещать внешний двор и парк, откуда открываются прекрасные виды на замок и другие исторические здания. По предварительной записи возможно проведение экскурсий в самом замке.
Резиденция Борребю часто используется как культурный центр. В одном из корпусов расположена художественная галерея. Для проведения выставок используют отремонтированные здания бывших конюшен. Популярностью пользуется театр «Борребю», созданный в одной из крупных хозяйственных построек. Его зал вмещает 450 зрителей. В поместье в летнее время действуют ресторан и кафе.

## Описание замка
Замок построен из красного кирпича в стиле ренессанс. Главное здание комплекса включает три этажа и мансардные помещения. Всё сооружение покоится на мощном каменном фундаменте. Сохранились четыре башни: три с северной стороны и лестничная башня с южной стороны. Кладка украшена арочными фризами над каждым этажом.
Так как замок при создании имел важное фортификационное значение, то в толстых кирпичных стенах со всех сторон были проделаны бойницы. Раньше попасть внутрь можно было только с южной стороны по единственному разборному мосту.
Исторические интерьеры в основном сохранились со времён реконструкции, которую проводил Иоахим Лоренц Хольтен Кастеншильд ещё в XVIII веке. Дважды проводилась реставрация замка и внутренних помещений: в 1883–1884 и в 1923–1924 годах.
Восточное и западное крылья внешнего двора относятся к временам Кристиана Фрииса. При нём около 1600 года построена и надвратная башня (торхаус), а также большие хозяйственные постройки, расположенные к западу от замка. Замковая часовня обрела свой нынешний вид в западном крыле в 1754 году.

## Галерея

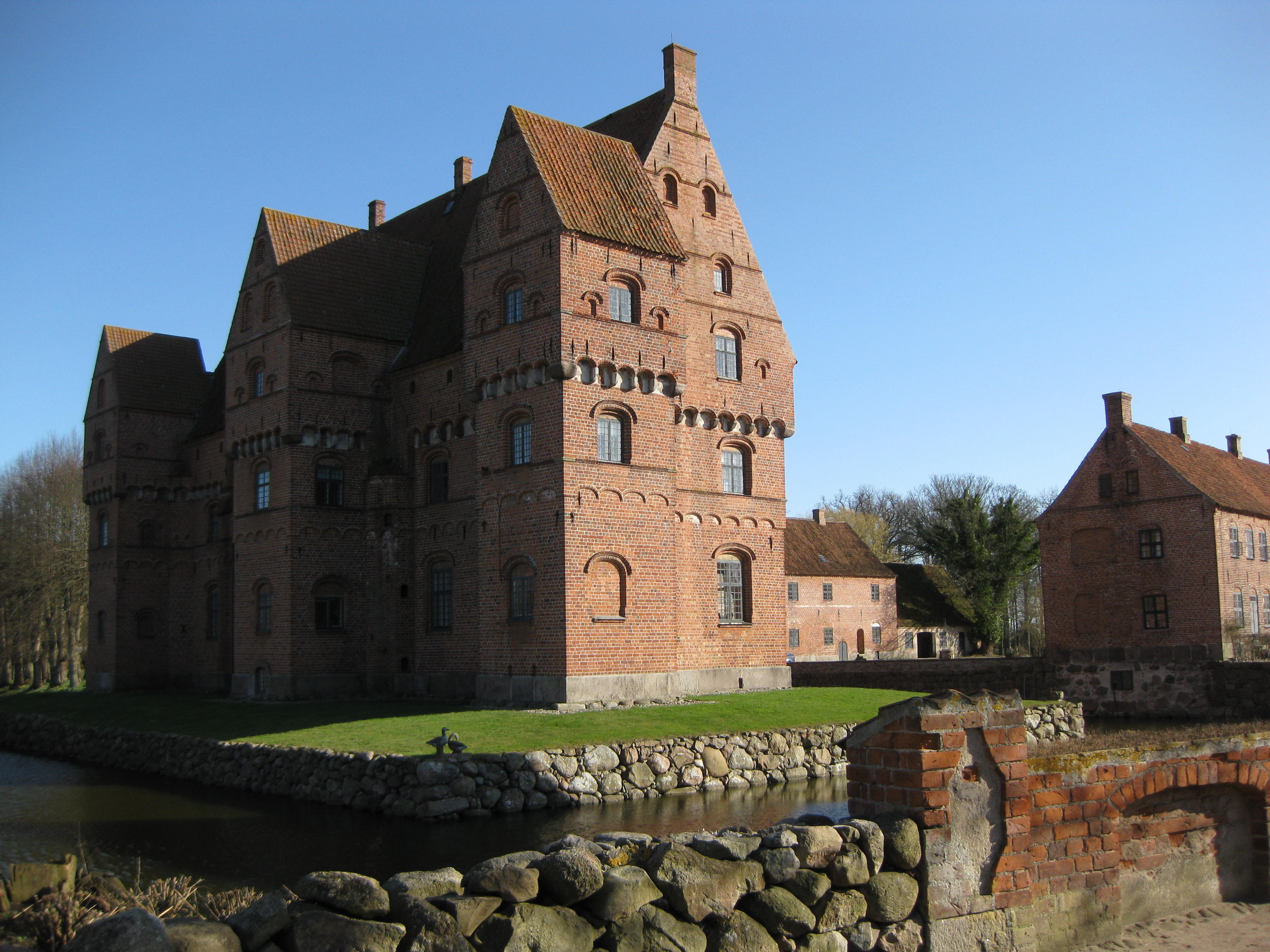
Вид замка с северной стороны
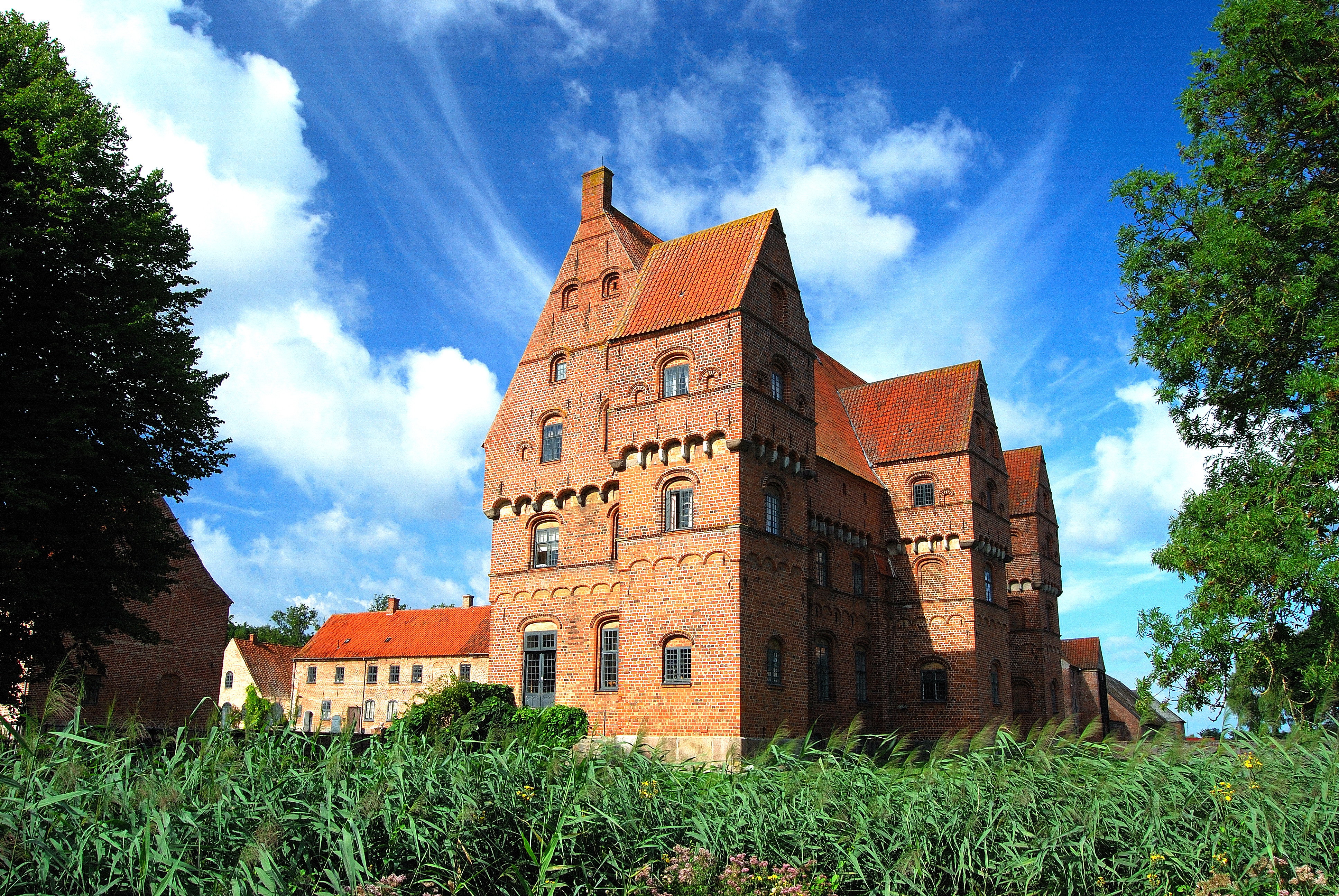
Вид замка с восточной стороны
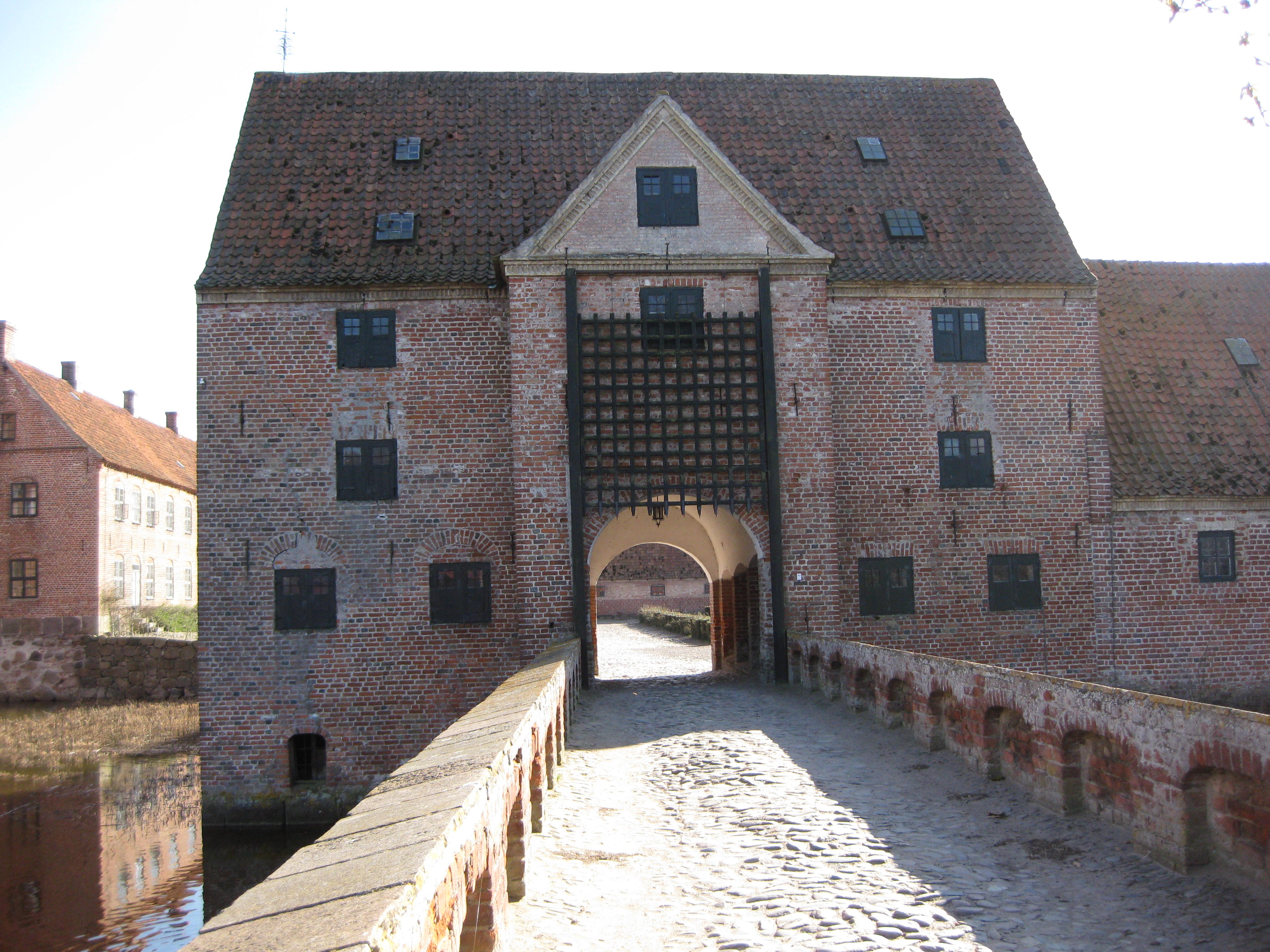
Бывший торхаус замка в форбурге
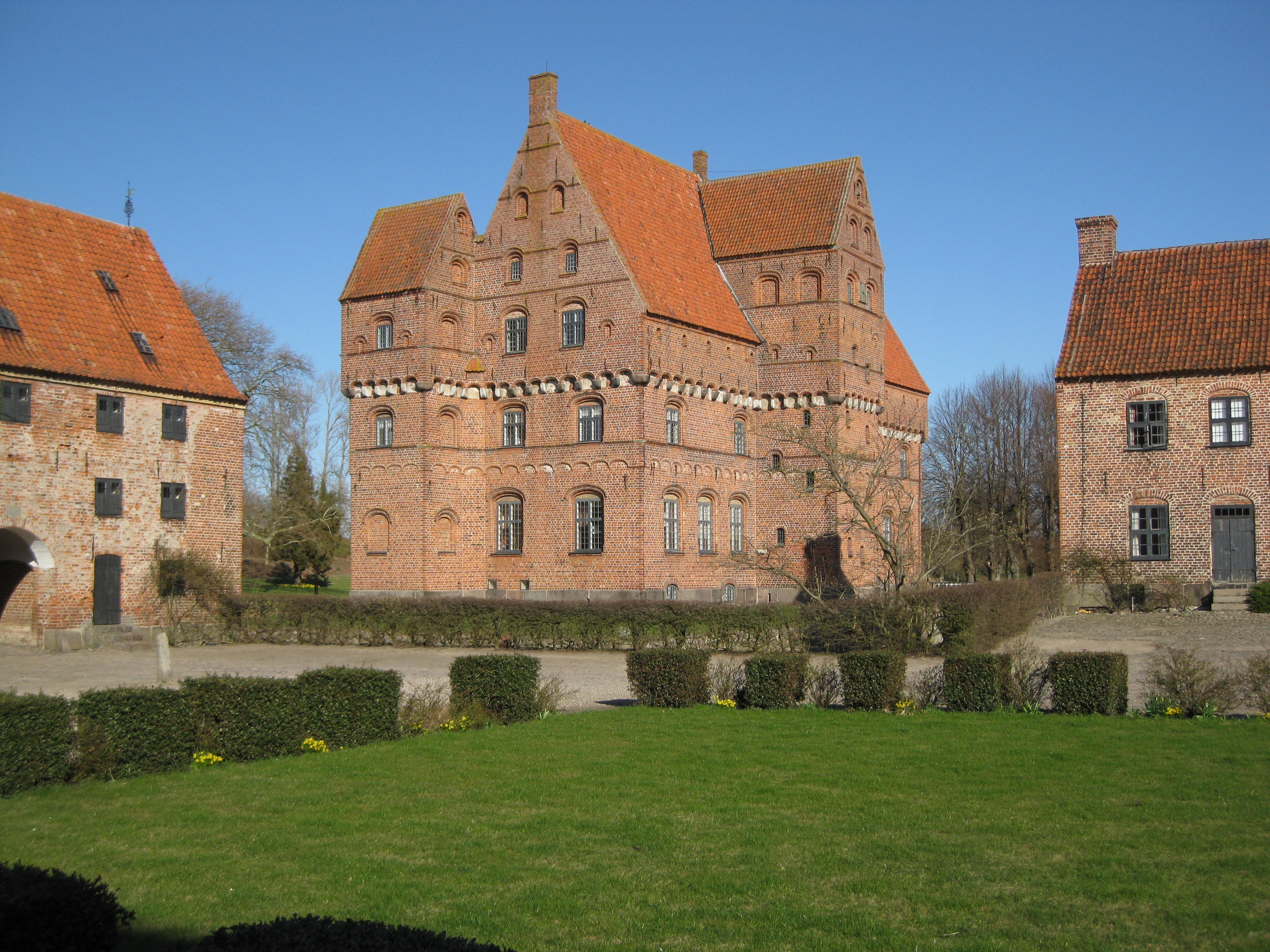
Вид замка и соседних зданий
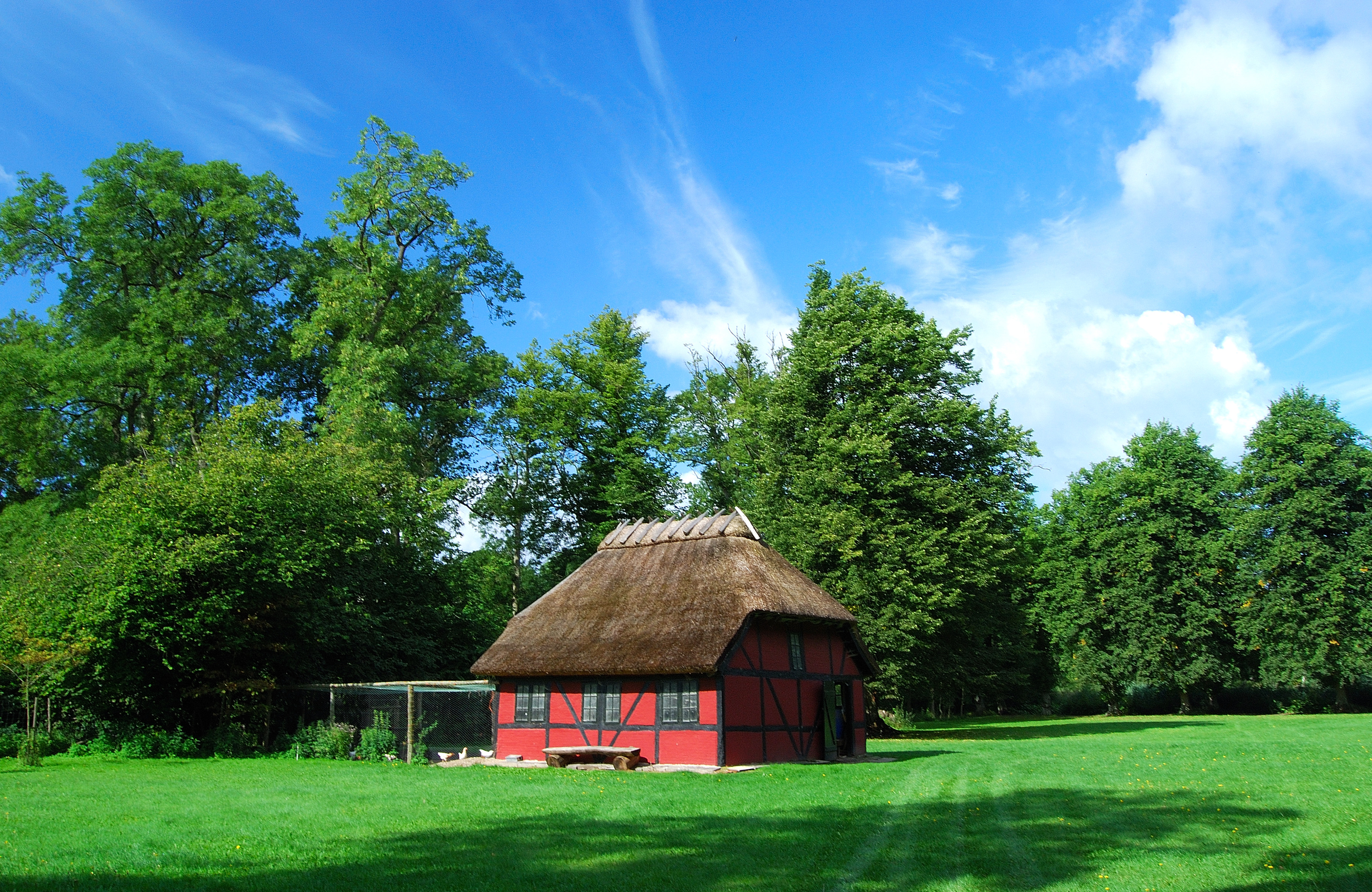
Старинный жилой дом рядом с замком